# カンポリ・アッペンニーノ
カンポリ・アッペンニーノ（伊: Campoli Appennino）は、イタリア共和国ラツィオ州フロジノーネ県にある、人口約1,600人の基礎自治体（コムーネ）。

## 地理

### 位置・広がり

#### 隣接コムーネ
隣接するコムーネは以下の通り。括弧内のAQはラクイラ県所属を示す。
- アルヴィート
- ブロッコステッラ
- ペスカッセーロリ (AQ)
- ペスコゾーリド
- ポスタ・フィブレーノ
- ソーラ
- ヴィッラヴァッレロンガ (AQ)

### 気候分類・地震分類
カンポリ・アッペンニーノにおけるイタリアの気候分類 (it) および度日は、zona E, 2374 GGである。
また、イタリアの地震リスク階級 (it) では、zona 1 (sismicità alta) に分類される。

## 行政

### 山岳部共同体
広域行政組織である山岳部共同体「ヴァッレ・ディ・コミーノ山岳部共同体」 (it:Comunità montana Valle di Comino) （事務所所在地: アティーナ）を構成するコムーネの一つである。